# 鳳凰椒雀鯛
鳳凰椒雀鯛（学名：Plectroglyphidodon phoenixensis），为條鰭魚綱鱸形目雀鯛科椒雀鯛屬的其中一種，分布於印度太平洋區，從東非、模里西斯至法屬玻里尼西亞、北至琉球群島海域，深度0至8公尺，本魚體呈卵圓形且側扁，體色為深褐色，體側具有4條橫帶，第1條從頭部至鰓蓋、胸鰭基部，第2、3在身體、第4條在尾柄部，背鰭軟條有一個鑲白邊的黑色眼斑，背鰭硬棘12枚、背鰭軟條16-17枚、臀鰭硬棘2枚、臀鰭軟條13-14枚，體長可達9公分，棲息在臨海湧浪的礁石區，單獨活動，以藻類為食，繁殖期時成對出現，雄魚會守護魚卵。